# Tunn is (TV-serie)
Tunn is är en svensk TV-serie producerad för TV4 som hade premiär den 3 februari 2020. Serien består av åtta delar och är baserad på en idé av Lena Endre och producenten Søren Stærmose.

## Handling
Serien utspelar sig runt internationella förvecklingar i arktisk miljö där oljeutvinning befaras hota naturen.

## Rollista
| - Lena Endre – Elsa Engström - Bianca Kronlöf – Liv Hermannson - Alexander Karim – Viktor Baker - Johannes Bah Kuhnke – Liam Skjöld - Reine Brynolfsson – Ville Berger - Nicolas Bro – Martin Overgaard | - Nika Savolainen – Sasha - Iben Dorner – Katarina Iversen - Angunnguaq Larsen – Enok Lynge - Nukâka Coster-Waldau – Inaliáta Lynge (Ina) - Qillannguaq Berthelsen – Mati - Vytautas Kaniusonis – Bojan Lisov |